# Thika
Thika est une ville de la province centrale du Kenya.
Développée autour d'un marché, elle est située à 40 km au nord-est de Nairobi, sur la rivière du même nom.
Le parc national Ol Donyo Sabuk National Park s’étend au sud-est de Thika.
Flame Trees of Thika est un livre écrit par Elspeth Huxley, qui fut ensuite adapté à la télévision par la BBC, qui décrit la vie de colons britanniques sous le roi Édouard.
Le constructeur automobile japonais Nissan y dispose d'une usine d'assemblage de fourgonnettes Urvan.